# Ana de Jesús
Ana de Jesús (Medina del Campo, 25 november 1545 – Brussel, 4 maart 1621), was een Spaanse karmelietes en auteur. Ze was een metgezel van Theresa van Avila, de grote bezielster van de spirituele hervormingen binnen deze kloosterorde. De Jesús stichtte onder meer het Klooster van de Ongeschoeide Karmelietessen in Brussel, waarvan ze priores werd. Ze stond bekend als een mystica en baarde veel opzien met haar geschriften over het gebed. Na een lang en bochtig parcours, een proces dat al werd gestart na haar dood in 1621, werd ze eerbiedwaardig verklaard op 28 november 2019 en zalig op 29 september 2024.

## Kindertijd
Ana werd geboren in Medina del Campo, in de Spaanse provincie Valladolid, als Ana de Lobera y Torres. Ze was de jongere zus van de latere jezuïet Cristóbal de Lobera y Torres en dochter van Diego de Lobera, die enkele maanden na haar geboorte overleed, en Francisca Torres, die stierf toen Ana negen was. Ana werd opgevangen door verwanten van haar vader. Omdat ze niet sprak als klein kind, nam iedereen aan dat ze doofstom was. Pas op haar zevende begon ze te praten. 

## Monastiek leven en stichtingen in Spanje
In 1570 trad de Lobera trad in bij het Sint-Jozefsklooster in Ávila, opgericht door Theresa van Ávila. Een jaar later, tijdens haar noviciaat, werd ze naar een nieuw opgericht klooster in Salamanca gestuurd, waar ze haar geloften aflegde op 22 oktober en waar ze bleef tot 1575. In dat jaar vergezelde ze Theresa naar de Spaanse plaats Beas om er een klooster op te richten waarvan ze de eerste priores werd. 
Vervolgens verbleef Ana de Jesús in Granada en in 1586 stichtte ze een klooster in Madrid, waarvan ze eveneens priores werd. Daar geraakte ze verzeild in een conflict met broeder Nicolás Doria, die de spirituele leider van het klooster was. Doria verstrengde de kloosterregels, die waren opgesteld door Theresa en goedgekeurd in 1581, door het gezag volledig in handen te leggen van een genootschap van externe functionarissen. Met medeweten van Doria zocht Ana naar de pauselijke bevestiging van de oorspronkelijke Theresiaanse regels, wat haar werd toegestaan door paus Sixtus V op 5 juni 1590. Doria kloeg bij de Spaanse koning Filips II dat de zusters de autoriteit van hun oversten hadden miskend en vervolgens vielen de kloosterlingen en hun aanhangers uit de gratie, Nadat de koning uiteindelijk het verhaal van de nonnen te horen kreeg, stelde hij de interne raad van het klooster weer in werking en drong hij aan bij de paus voor een goedkeuring van hun regels, wat gebeurde op 25 april 1591. Doria behield echter zijn autoriteit over het klooster en bestrafte Ana de Jesús door haar drie jaar lang de communie te ontzeggen en haar te isoleren van de andere zusters. Nadien werd ze naar Salamanca gestuurd, waar ze priores werd van 1596 tot 1599.

## Stichtingen in de rest van Europa
Intussen was het idee gerijpt om de Theresiaanse hervorming uit te dragen naar Frankrijk. Samen met de eerste Française van de orde, Moeder Marie de l'Incarnation, en met de hulp van François de Sales, de abt van Brétigny en kardinaal de Bérulle, bracht Ana de Jesús enkele zusters van Avila naar Parijs, waar ze op 16 oktober 1604 het klooster van de 'Carmélites du faubourg Saint-Jacques' oftewel 'Le Carmel de l'Incarnation' oprichtten. Omwille van het grote succes van de orde in Frankrijk besloot ze nog andere kloosters op te richten in Pontoise (15 januari 1605) en in Dijon (21 september 1605).
Na een ontmoeting met Theresa van Avila hoopte diens landgenote aartshertogin Isabella de beweging van de ongeschoeide karmelietessen naar de Nederlanden te brengen. Daarvoor klopte ze aan bij Ana de Jesús. Ana de Jesús, die op dat moment tegenwerking ondervond van de autoriteiten van de Franse Katholieke Kerk, ging graag in op het verzoek van de aartshertogen en richtte eind januari 1607 een eerste klooster op in Brussel. Nadien werden vanuit Brussel nog enkele andere theresianenkloosters gesticht: Antwerpen, Krakau (1612), Leuven, Bergen, Mechelen, Gent (1621) en later Namen (1673) en Roermond (1698). De oprichting van de kloosters in Leuven en Bergen verliep onder de hoede van Ana de Jesús, en bij de stichting van deze in Antwerpen en Krakau was ze eveneens nauw betrokken. Ana bleef priores in Brussel tot aan haar dood in 1621. 

## Verhouding met Theresa van Avila en Johannes van het Kruis
Zodra Theresa van Avila Ana de Jesús ontmoette, werd Ana haar favoriet en een van haar belangrijkste steunpilaren. Na de dood van Theresa verzamelde Ana alle literaire werken van haar hand en gaf ze in 1587 aan broeder Luis de León, die ze in 1588 in Salamanca liet publiceren als Los libros de la madre Teresa de Jesús, fundadora de los monasterios de monjas y frailes de Carmelitas Descalzos de la primera Regla.
Anna was ook bevriend met de Spaanse karmeliet en mysticus Johannes van het Kruis, die zijn belangrijkste gedicht, Het Geestelijk Hooglied, aan haar opdroeg en die haar het boek in bewaring gaf.

## De weg naar eerbiedwaardigheid en zaligverklaring
Al in 1621, het jaar van haar overlijden, werden vanuit Mechelen, Doornik, Kamerijk, Arras en Antwerpen verwoede pogingen ondernomen om de Jesús zalig en heilig te laten verklaren. In 1632 verscheen in Brussel een Spaanstalige biografie van de hand van Andres Manrique die datzelfde jaar naar het Frans en het Nederlands werd vertaald. De Nederlandse vertaling werd opnieuw uitgegeven in 1636. Tot 1642 werden verklaringen de wereld ingestuurd om het zaligmakingsproces te ondersteunen, zonder resultaat. De oversten van de Geschoeide Karmelieten hadden echter weinig interesse in de zalig- of heiligverklaring van een ongeschoeide karmelietes en het proces kwam tot stilstand. 
Pas in 1872 werd er nieuw leven in geblazen onder impuls de Belgische karmeliet en prior generaal, vader Bertelo Ignacio. Hij stelde een gids samen met documenten om Ana's zaligmaking te ondersteunen: de "Tableau Chronologique des principaux témoignages... de la vénérable mére Anne de Jésus", uitgegeven in Brussel. Het aartsbisdom Mechelen opende een dossier en onderzocht of de Jesús de 'faam van heiligheid' bezat en dus beschikte over een schare gelovigen die haar als een heilige vereerde. Vervolgens werden ook haar leven en de aan haar toegeschreven mirakels onder de loep genomen, net als haar geschriften. In 1895 werd in Mechelen een nieuw proces opgestart over haar deugden en mirakelen 'in specie'. Een nieuw decreet over de geldigheid van het apostolisch proces werd opgesteld in 1904, en Ana werd tot 'Dienaar Gods' benoemd.
Na een positief advies van de  Congregatie voor Heilig- en Zaligsprekingsprocessen van de Romeinse Curie over het leven en de wonderen van deze Dienaar Gods kon paus Franciscus Ana de Jesús op 28 november 2019 op basis van haar heroïsche deugden 'eerbiedwaardig' verklaren, een voorstadium van zaligheid. 
Tijdens zijn staatsbezoek aan België heeft paus Franciscus op 29 september 2024 De Jésus zalig verklaard. Dat gebeurde, volgend op het door aartsbisschop Terlinden namens de Belgische bisschoppen uitgesproken verzoek, in de eucharistieviering die plaats vond in het Koning Boudewijnstadion.